# Viceré di Zhili

Giurisdizione del Viceré di Zhili nel 1911 (in rosso).

Il Viceré di Zhílì (直隸總督/直隶总督), il cui titolo ufficiale era Governatore generale di Zhílì e delle aree circostanti; sovrintendente degli affari militari e della produzione di cibo; gestore delle vie idriche; direttore degli affari civili (總督直隸等處地方，提督軍務、糧餉、管理河道兼巡撫事) era uno degli otto viceré della dinastia Qing in Cina. Attualmente, l'Hebei comprende l'antico Zhílì.
La carica era molto importante soprattutto perché lo Zhílì circondava Pechino. La sede del viceré si trovava a Tientsin, benché la capitale dello Zhílì fosse Baoding. Benché vi siano ancora dei dubbi fra gli storici, sembra che il viceré di Zhílì sovrintendesse agli affari civili e militari di Zhílì, Shandong e Henan. Dal 1870, la carica di "ministro del Beiyang" venne incorporata a quella di viceré, incrementando ulteriormente il suo potere e facendone un personaggio chiave presso la corte.
Questa carica venne inizialmente istituita dall'imperatore Shunzhi il 30 settembre 1649, ma abolita il 1º giugno 1658. Venne ricreata il 23 novembre 1661, quindi nuovamente abolita il 28 luglio 1669 dall'imperatore Kangxi. Il 14 dicembre 1724, l'imperatore Yongzhen istituì di nuovo tale carica, che durò fino alla fine della dinastia Qing.
Dal 1649 al 1912, ottantuno persone hanno ricoperto questa carica. I più eminenti includono Li Wei, Zeng Guofan e Yuan Shikai. Il più longevo viceré fu Li Hongzhang, famoso diplomatico e generale imperiale, che mantenne questa carica ininterrottamente per 25 anni.

### Fonti
- (ZH) 明實錄T, 明实录S, Míng Shǐ LuP, lett. "Veritieri Registri dei Ming", 1368-1644.
- (ZH) Zhang Tingyu, 明史T, 明史S, Míng ShǐP [Storia dei Ming], 二十四史S, Èrshísì ShǐP, lett. "Ventiquattro Storie", 1645-1739.
- (ZH) Erxun Zhao, 清史稿S, Qīngshǐ gǎoP, lett. "Storia provvisoria dei Qing", 1928.

### Studi
- (EN) John Dardess, Ming China 1368-1644 A Concise History of A Resilient Empire, Rowman & Littlefield Publishers, Inc., 2012.
- (EN) John K. Fairbank (a cura di), Late Ch'ing 1800–1911, Part 1, The Cambridge History of China, 1978, ISBN 978-0-521-21447-6.
- (EN) John K. Fairbank e Kwang-Ching Liu (a cura di), Late Ch'ing 1800–1911, Part 2, The Cambridge History of China, 1980, ISBN 978-0-521-22029-3.
- (EN) Charles O. Hucker, A dictionary of official titles in imperial China, Standford University Press, 1985.
- (EN) Charles O. Hucker, Governmental Organization of the Ming Dynasty, in Harvard Journal of Asiatic Studies, vol. 21, 1958,  pp. 1-66.
- (EN) William Frederick Mayers, The Chinese Government: A Manual of Chinese Titles, Categorically Arranged and Explained, with an Appendix, a cura di G.M.H. Playfair, 3. ed. rev., Taipei, Ch'eng-Wen Pub. Co., 1966  [1897 [Shanghai, Kelly & Walsh]].
- (EN) Frederick W. Mote e Denis C. Twitchett (a cura di), The Ming Dynasty, 1368–1644, Part 1, The Cambridge History of China, 1988, ISBN 978-0-521-24332-2.
- (EN) Willard J. Peterson (a cura di), The Ch'ing Empire to 1800, Part 1, The Cambridge History of China, 2002, ISBN 978-0-521-24334-6.
- (EN) Kenneth Swope, The Military Collapse of China's Ming Dynasty, Routledge, 2014.
- (EN) Denis C. Twitchett e Frederick W. Mote (a cura di), The Ming Dynasty, 1368–1644, Part 2, The Cambridge History of China, 1998, ISBN 978-0-521-24333-9.
- (EN) Frederic Wakeman, The Great Enterprise: The Manchu Reconstruction of Imperial Order in Seventeenth-Century China, vol. 1, University of California Press, 1985.